# Bob Bolling
Bob Bolling né le 9 juin 1928 à Brockton dans le Massachusetts est un auteur de comics américain ayant travaillé surtout pour Archie Comics.

## Biographie
Bob Bolling naît le 9 juin 1928 à Brockton dans le Massachusetts. Bien que ses parents soient tous deux des scientifiques, il préfère très tôt dessiner et raconter des histoires. Durant la seconde guerre mondiale, il est dans la navy. Après la guerre, il étudie le dessin à la  Vesper George Art School de Boston. Une fois diplômé il travaille comme chauffeur de taxi puis dans une compagnie d'assurances. Cela dure peu et il parvient à se faire engager par George Shedd  comme assistant sur le comic strip  Marlin Keel en 1953. Cette série ne rencontre pas le succès et s'achève en 1954. Bolling part alors pour New York où, à la fin de l'année 1954, il commence à travailler pour Archie Comics  en indépendant. Il lui est d'abord demander de dessiner des pages de blagues ou des gags en une page pour compéter les comics d'Archie. Il dessine ensuite une histoire courte mettant en scène Archie et ses amis mais ne parvient pas à reprendre le style maison pour ces personnages.  Harry Shorten, alors éditeur de la société lui propose de s'occuper de la série  Pat the Brat que Bolling dessine de 1955 à 1959.
En 1956, Harry Shorten demande à Bolling de dessiner et écrire la nouvelle série Little Archie. La série dure de 1956 à 1983. Dans cette série, les personnages récurrents de la série Archie sont présentés dans leur enfance. D'autres sont créés par Bolling. Quelques séries dérivées sont par la suite produites. Little Archie devient la plus populaire des séries dérivées d'Archie, mais Bolling cesse de dessiner le comics en 1965. La série est alors reprise par Dexter Taylor qui y reste jusqu'à la fin en 1983. Bolling n'abandonne pas la série volontairement mais parce que l'éditeur le fait travailler sur la série Archie. Entre 1979 et 1983, Bolling reprend quelques fois la série Little Archie. Il travaille aussi sur d'autres séries dérivées comme Archie's Pals and Gals , Archie and Me (1983-1985)  et  Sabrina the Teenage Witch.
Dans les années 1980, l'économie des comics connaît une importante crise qui n'épargne pas Archie Comics. Bob Bolling quitte alors cet éditeur. Il travaille un peu pour Marvel Comics où il crée la série pour enfants Wally the Wizard (d'avril 1985 à mars 1986). Il travaille aussi pour une agence publicitaire et pour une marque de jouets. Il retourne ensuite chez Archie où il crée des histoires jusqu'au début des années 2000.

## Analyse
Si les premières histoires de Little Archie se passent dans la même banlieue qu'Archie, Bolling, par la suite, place ses personnages dans des situations bien moins conventionnelles. Ainsi, ils peuvent être confrontés à des extraterrestres, des savants fous, être des pirates ou vivre à  l'époque de la préhistoire,.
Plusieurs critiques ont comparé Bob Bolling à Carl Barks (auteur de nombreuses histoires de Donald Duck et à  John Stanley (auteur de Petite Lulu).
Des artistes comme les frères Jaime et  Gilbert Hernandez ont reconnu l'influence importante de Bob Bolling sur leur travail.

## Récompenses
En 2005, Bob Bolling et Dexter Taylor reçoivent un prix Inkpot pour Little Archie. En 2022, il reçoit le prix Bill Finger.